# Монастир Кіранц
Село Кіранц (згадується з VII ст. — як Канен) знаходиться за 18 км на північ від Іджевана (Тавушський марз; Вірменія). На захід від села знаходиться монастирський комплекс Кіранц (XIII ст.), що складається з трьох цегляних церков, викладених гладкотесаним каменем, притворів, трапезної, стіни — з великими арочними воротами, житлових і побутових приміщень.
Головна церква має купольну конструкцію. З двох сторін вівтаря знаходяться боковий вівтар. Вертикальний барабан прикрашений різнобарвними глазурованими плитками із зображеннями зірок і місяця. До головної церкви, з півночі і півдня прилягають дві інші церкви. Інтер'єри головної церкви і трапезної оздоблені фресками, написи яких свідчать про її приналежність до вірменської Халкедонської гілки.